# بطری پلاستیکی

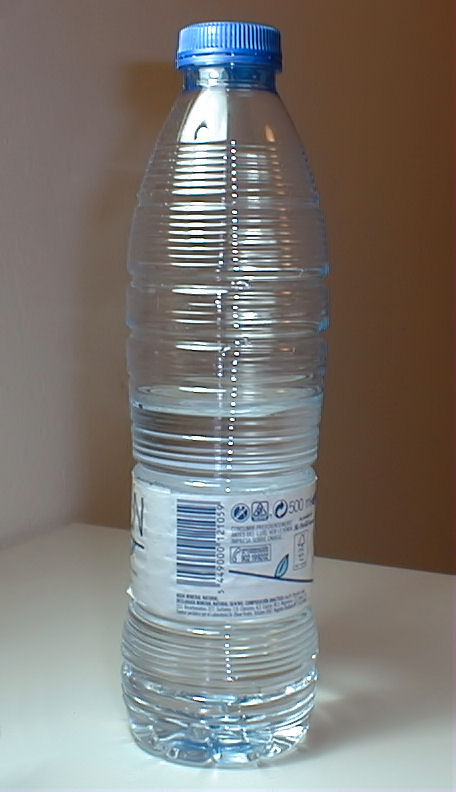
بطری آب. در سال ۲۰۱۷ تعداد ۴۸۰ میلیارد بطری آب فروخته شده‌است. (و کمتر از نیمی از آن بازیافت شده‌است)

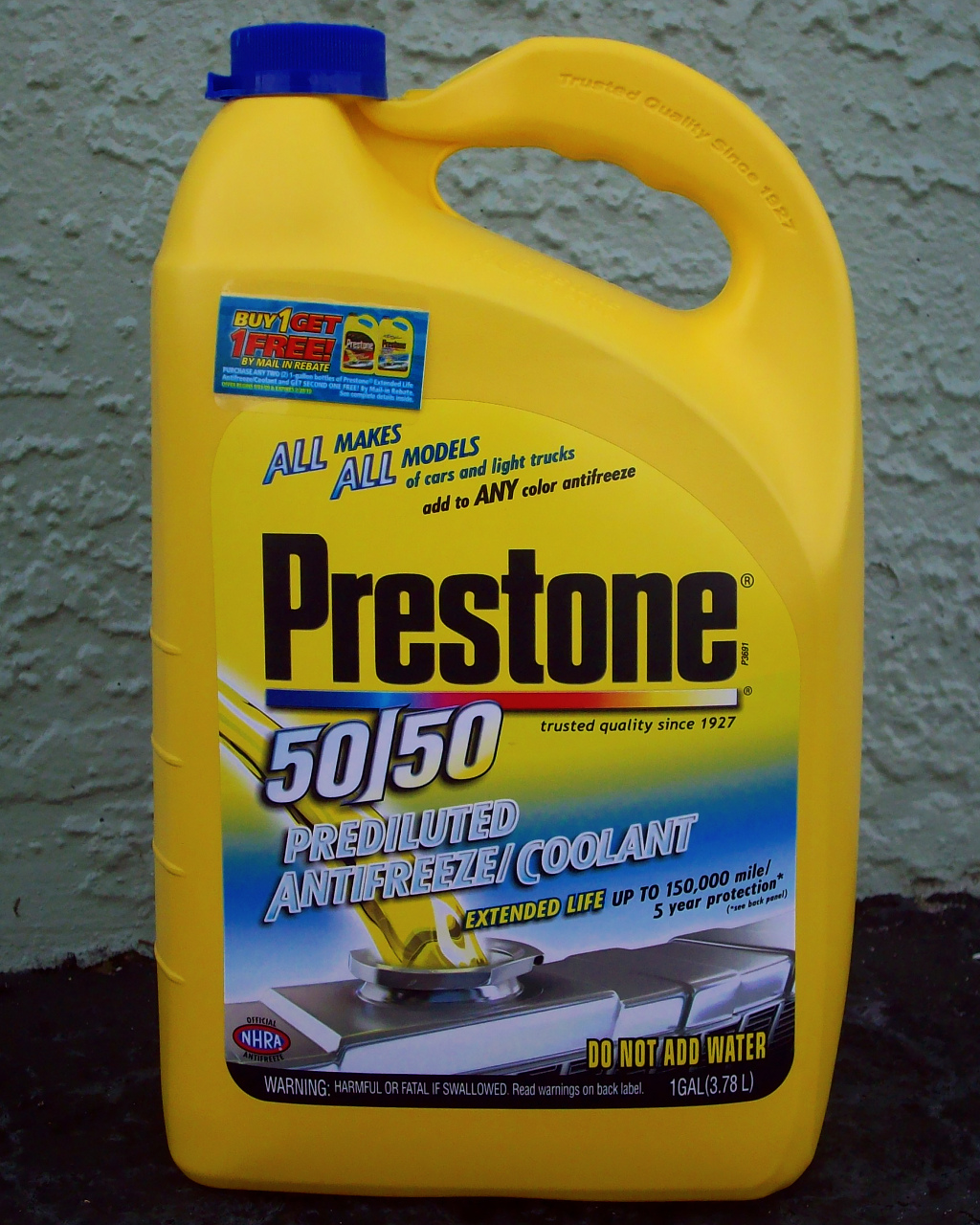
یک بطری پلاستیکی ضدیخ

بطری پلاستیکی نوعی بطری است که از پلاستیک تولید می‌شود. بطری‌های پلاستیکی معمولاً برای ذخیره مایعاتی مانند آب، نوشیدنی‌های گازدار، روغن موتور، روغن آشپزی، دارو، شامپو، شیر و جوهر استفاده می‌شوند. بطری‌های پلاستیکی از نمونه‌های خیلی کوچک برای بطری‌های نمونه تا بطری‌های خیلی بزرگ ۶۰ لیتری متغیر هستند. بطری پلاستیکی یک ظرف از جنس پلاستیک با دهانه باریک‌تر از بدنه خود است که معمولاً با یک دهانه پلاستیکی از جنس خود پوشانده می‌شود.

## تاریخچه
بطری‌های پلاستیکی برای اولین بار در ساله ۱۹۴۷ تبلیغ شدند؛ اما تا اوایل دههٔ ۶۰ میلادی هزینه نسبتاً زیادی داشتند، تا وقتی که پلی اتیلن متراکم معرفی شد. آن‌ها به علت هزینهٔ کم تولید و جابجایی و وزن کمشان نسبت به بطری‌های شیشه‌ای به سرعت میان تولیدکنندگان و مصرف‌کنندگان محبوب شدند. هرچند بزرگ‌ترین مزیت بطری‌های پلاستیکی نسبت به شیشه‌ای مقاومت آن‌ها نسبت به شکستن در تولید و جابجایی است. بجز شراب و آبجو، صنایع غذایی بطری‌های پلاستیکی را به صورت کامل با بطری‌های شیشه‌ای جایگزین کرده‌است.

## تولید
بطری‌های پلاستیکی به روش‌های متفاوتی تولید می‌شوند. انتخاب مواد با توجه به فرایند مورد نظر متفاوت است.

### پلی‌اتیلنمتراکم (HDPE)
به‌صورت وسیع رزین برای بطری‌های پلاستیکی استفاده می‌شود. این ماده اقتصادی، مقاوم در برابر ضربه، و سد خوبی در برابر رطوبت است. پلی‌اتیلن متراکم با گسترهٔ وسیع از مواد مانند اسیدها و مواد قابل اشتعال می‌تواند مورد استفاده قرار گیرد، اما با حلال‌ها سازگار نیست. این ماده مورد تأیید FDA برای مواد غذایی می‌باشد. پلی‌اتیلن متراکم، شفاف و قابل انعطاف است. اضافه کردن رنگ به پلی‌اتیلن متراکم آن را کدر می‌کند. هرچند در دماهای زیر نقاط انجماد محافظت خوبی را مهیّا می‌کند، از آن نمی‌توان برای پر کردن محصولاتی که دمایشان بالای ۱۶۰ فارنهایت یا ۷۱ سلسیوس هستند یا محصولاتی که نیازمند بسته‌بندی مکشی هستند، استفاده کرد.

### پلی‌اتیلنکم‌تراکم (LDPE)
به پلی‌اتیلن متراکم شبیه است، انعطاف‌پذیرتر است و در کل مقاومت شیمیایی کمتری از پلی‌اتیلن متراکم دارد، اما شفاف‌تر است. پلی اتیلن کم‌تراکم به صورت عمده در فرایندهای پرفشار مورد استفاده قرار می‌گیرد، و هزینه آن به صورت قابل توجهی از پلی اتیلن متراکم بیشتر است.

### پلی‌اتیلن ترفتالات(PET)

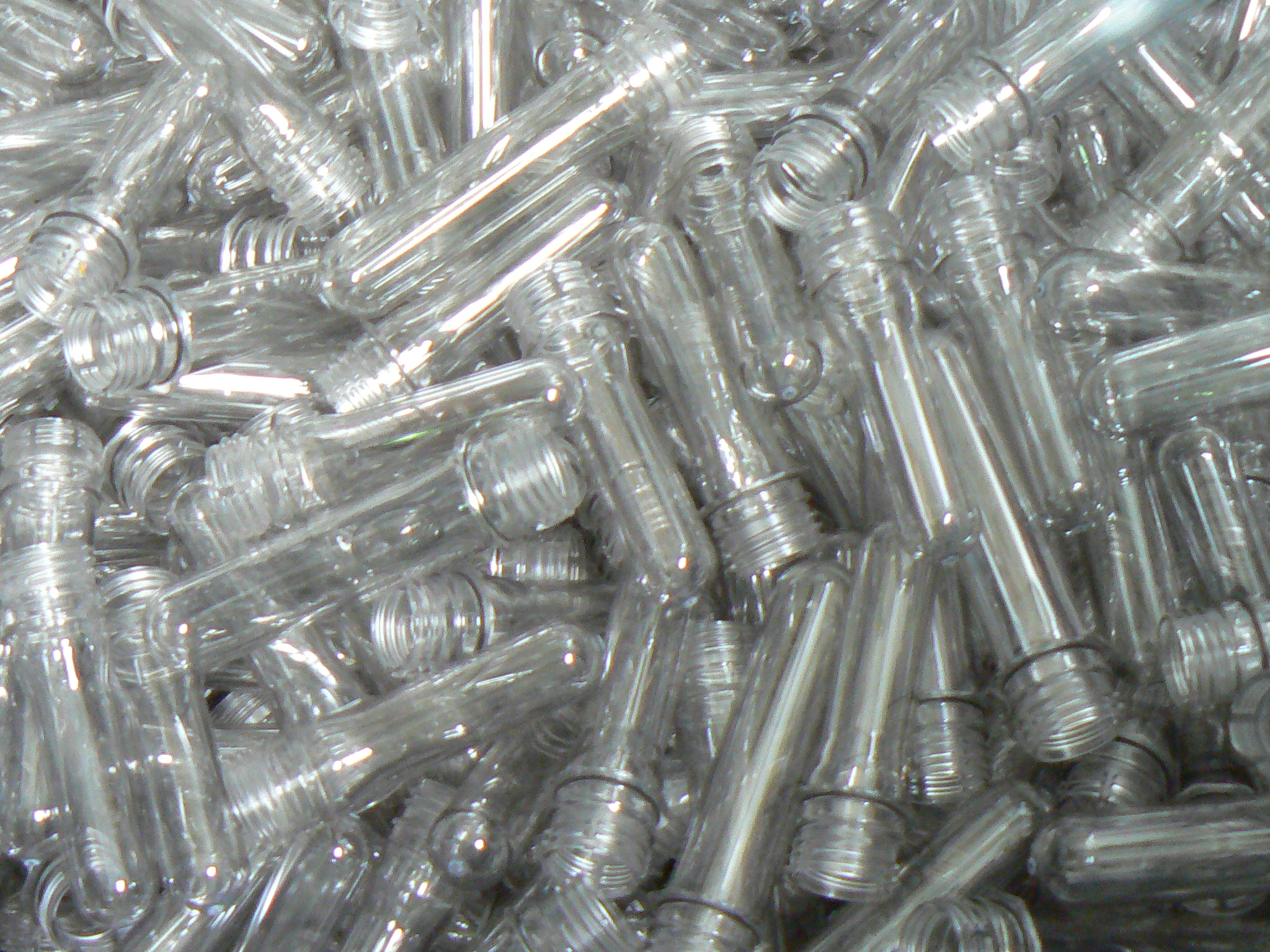
بطری‌های پلاستیکی نوشابه از جنس PET قبل از فرایند قالب‌گیری بادی

خواص مطلوب PET مانند شفافیت، سبک بودن، استحکام بالا، خواص خزشی مطلوب، جذب پایین عطر و طعم، مقاومت شیمیایی بالا، و ظاهر زیبا، و دسترسی آسان‌تر و قیمت پایین، PET را به ماده انتخابی مناسب برای ساخت بطری‌های بسته‌بندی تبدیل کرده‌است. پلاستیک‌هایی که برای ساخت بطری استفاده می‌شوند عبارتند از: پلی وینیل کلراید (PVC)، پلی اتیلن (PE)، پلی پروپیلن (PP)، پلی کربنات (PC) و پلی اتیلن ترفتالات (PET).
بطری‌های رایج امروزی که بیشتر مورد استفاده قرار می‌گیرند از جنس پلی اتیلن ترفتالات که به‌طور اختصاصی PET معرفی می‌شوند ساخته می‌شوند. بطری‌های PET به‌طور عمومی ۱۴ درصد از بطری‌های پلاستیکی رایج را شامل می‌شوند.PET یک پلیمر است که از هیدروکربن‌های نفتی ساخته شده‌است که آن را از یک واکنش بین اسید ترفتالیک و اتیلن گلیکول به وجود می‌آورند.
تولید بطری از چهار پلاستیک اول توسط فرایند اکستروژن مذاب و باد کردن پلیمر در قالب انجام می‌شود و در واقع نیازی به تولید پریفرم نیست. اما PET در حالت مذاب استحکام لازم را ندارد؛ بنابراین فرایند تولید بطری PET شامل دو مرحله است.

#### مرحله اول تولید
PET مانند یک لوله نازک و دراز ساخته می‌شود که به اصطلاح به آن پریفرم می‌گویند.

#### مرحله دوم تولید
پریفرم‌های تولید شده در دستگاه قرار گرفته و تحت فشار بالا و حرارت زیاد در قالب مخصوص به شکل بطری درآمده و فرایند تولید آن به اتمام می‌رسد.

#### تعریف پریفرم
از آنجاکه PET در حالت مذاب استحکام لازم را ندارد، مواد PET به قطعات لوله‌ای شکل توخالی که در واقع پیش شکل بطری محسوب می‌شود، تبدیل می‌شوند. این قطعات حاصل از فرایند تزریق، در دستگاه‌های بادکن شکل داده شده و با توجه به قالب بطری و وزن پریفرم در تولید انواع مختلف بطری به کار می‌رود.

#### خلاصه فرایند تولید
مواد اولیه PET داخل سیلوی مواد، توسط لوله‌های مواد کش وارد گازگیر شده و به مدت حدود ۶ ساعت در دمای بین ۱۴۰ تا ۱۷۰ گازگیری شده و به ماشین تزریق منتقل می‌شود. این مواد در طی فرایند تزریق ذوب شده و به داخل قالب تزریق می‌شوند، قطعات داخل قالب و توسط چیلر خنک کاری شده و قطعه شفاف از قالب خارج می‌گردد. این قطعات توسط نوار نقاله حمل و وارد کیسه‌های مخصوص شده و بسته‌بندی می‌گردد.

### پلی وینیل کلراید(PVC)
به صورت طبیعی شفاف است، بسیار مقاوم دربرابر روغن و اکسیژن بسیار کمی را عبور می‌دهد. در برابر اکثر گازها سد محکمی است، و همچنین مقاومت آن در برابر ضربهٔ افتادن بسیار خوب است. پی‌وی‌سی مقاوم دربرابر مواد شیمیایی است اما در مقابل بعضی حلال‌ها ضربه پذیر است. پی وی سی در برابر حرارت بسیار ضعیف است و در ۷۱ درجه سانتیگراد ذوب می‌شود، به همین علت غیرقابل استفاده برای محصولات داغ است. به خاطر احتمال مضر بودن برای سلامتی، در سال‌های اخیر با عنوان مضر از آن یاد شده‌است.

### پلی‌کربنات(PC)
رزین پلی‌کربنات در سال ۱۹۵۳ میلادی توسط دانیال فاکس در کمپانی جنرال الکتریک پلاستیک ساخته شد و در سال ۱۹۵۸ به‌طور انبوه برای اولین بار به بازار عرضه گردید. انواع ورق‌های ساخته شده نیز در سال ۱۹۶۸ تولید و روانه بازار شد. پلی‌کربنات پلاستیک شفاف است و برای تولید بطری‌های آب و شیر از آن استفاده می‌شود.

### پلی‌پروپیلن
به صورت عمده در تولید بانکه و ظرف مربا کاربرد دارد و ظرف سفتی را که رطوبت را عبور نمی‌دهد حاصل می‌کند. یکی از مزیت‌های بزرگ مقاومت پلی پروپیلن در دماهای بالا است (تا دمای ۱۰۴ درجه سانتیگراد) به همین علت از آن برای پر کردن مواد داغ استفاده می‌شود. پلی پروپیلن اتوکلاو است و امکان سترون|استریلیزه کردن با بخار را فراهم می‌کند. پلی پروپیلن مقاومت بسیار عالی در برابر مواد شیمیایی دارد اما در دماهای پایین مقاومت آن نسبت به ضربه ناشی افتادن کم است.
پلی پروپیلن گسترش یافته یا EPP حباب یا لایه‌ای از پلی پروپیلن است که دارای ویژگی فشاری خوبی است که ناشی از سختی و سفتی پایین آن است و به آن اجازه می‌دهد که بعد از اعمال فشار به حالت اولیه خود برگردد و به‌طور گسترده‌ای در صنعت هواپیمایی و وسایل کنترل رادیویی بکار می‌رود که این ویژگی ناشی از قدرت جذب فشار است.

### پلی‌استایرن(PS)
شفافیت و سختی و مقرون به صرف بودن بسیار خوبی را به ارمغان می‌آورد. معمولان در بسته‌بندی‌های خشک مانند ویتامین‌ها و ژله کاربرد دارد. پلی‌استایرن سد خوبی نیست (رطوبت، اکسیژن، ...) و مقاومت در برابر ضربه کمی دارد.

## مسائل سلامتی و محیط زیستی
استفاده از پلاستیک در بسته‌بندی مواد غذایی، تجزیه طولانی آن، و مسائل مربوط به سلامتی مصرف‌کنندگان مورد نگرانی است. کارین مایکل، استاد دانشگاه پزشکی هاروارد، عقیده دارد که مواد ناشی از استفاده از بطری‌های پلاستیکی باعث سرطان و عقیم شدن می‌شود.
در ایالات متحد آمریکا، FDA قوانین مربوط به بطری‌های پلاستیکی را قانون‌گذاری می‌کند و همچنین به صورت دوره‌ای بطری‌های پلاستیکی را ارزیابی می‌کند. بطری‌های پلاستیکی آب، به علت سابقه خوب سالم بودن کمتر مورد ارزیابی قرار می‌گیرد. درگذشته به گفته FDA مدارک کمی برای اثبات مضر بودن بطری‌های پلاستیکی برای سلامتی انسان بود، اما در ژوئن ۲۰۱۰، FDA از احتمال مضر بودن آن سخن گفت.